# Върбово (община Владичин хан)
Вижте пояснителната страница за други значения на Върбово.
Върбово (на сръбски: Врбово или Vrbovo) е село в Югоизточна Сърбия, Пчински окръг, община Владичин хан.

## Население
Според преброяването на населението от 2011 г. селото има 307 жители.

### Етнически състав
Данните за етническия състав на населението са от преброяването през 2002 г.
- сърби – 355 жители
- югославяни – 1 жител
- словенци – 1 жител